# Andreas Bube
Andreas Hjartbro Bube (ur. 13 lipca 1987 w Gladsaxe) – duński lekkoatleta specjalizujący się w biegu na 800 metrów. 
Na początku kariery biegał na 400 metrów oraz 400 metrów przez płotki – w tej drugiej konkurencji bez sukcesów startował w juniorskich mistrzostwach Europy w Kownie (2005), mistrzostwach świata juniorów w Pekinie (2006) oraz mistrzostwach Europy do lat 23 w Debreczynie (2007). 
Na dużej imprezie międzynarodowej w biegu na 800 metrów zadebiutował w 2010 na mistrzostwach Europy jednak nie odpadł już w eliminacjach. Bez większych sukcesów startował w 2011 na halowych mistrzostwach Europy oraz mistrzostwach świata. Niespodziewanie został w czerwcu 2012 wicemistrzem Europy. Startował na igrzyskach olimpijskich w Londynie (2012). 
Okazjonalnie startuje w biegu rozstawnym 4 x 400 metrów.
Medalista mistrzostw Danii, reprezentant kraju w drużynowych mistrzostwach Europy, uczestnik klubowego pucharu Europy. 
Rekordy życiowe w biegu na 800 metrów: stadion – 1:44,89 (20 lipca 2012, Monako); hala – 1:47,19 (4 lutego 2017, Karlsruhe). Najlepszy w karierze wynik w biegu na 400 metrów ustanowił w 2009 w Oordegem (46,48), a na 400 metrów przez płotki w 2007 w Odense (52,41). Podczas Halowych mistrzostw Europy w Belgradzie (2017) sięgnął po srebrny medal w biegu na 800 metrów.